# Boris Godunov
Boris Fjodorovitj Godunov (ryska: Бори́с Фёдорович Годуно́в), född 1552, död 13 april (23 april n.s.) 1605, var  rysk tsar 1598-1605. Boris var även egentlig regent under sin företrädare tsar Fjodor I:s tid vid makten. Efter Fjodors död 1598 utnämndes han till tsar efter att möjligen ha röjt Fjodors bror Dmitrij ur vägen. 
Ätten Godunov hade tatariskt ursprung, och således var Boris den första ryske härskare som inte härstammade på fädernet från den mytiska Rurik. Det orsakade honom stora svårigheter, och hans legitimitet ifrågasattes av delar av adeln, som i detta fick stöd av Polen. 
Till en början lyckades Boris hävda den ställning Ryssland intagit under Ivan III, men inte mycket mer. Han vann några fördelar på Sveriges bekostnad och drog vid ett nytt fredsslut med Polen nytta av den förlägenhet detta land råkat i. Men vid samma tid vann i stället den ryska kyrkan en stark tillväxt i makt. Med bifall av patriarken av Konstantinopel blev Moskvas metropolit själv patriark år 1589.
Genom en annan åtgärd försökte Boris försäkra sig om stöd från adeln. Han avskaffade böndernas rätt att flytta, en rätt som hade lett till att det fattigare norra och det överbefolkade mellersta Ryssland hade hotats med avfolkning, då många drog ned till de folktomma och fruktbara trakterna söderut. Därmed var slutstenen lagd till böndernas livegenskap – ända fram till denna tid hade bonden kunnat säga upp sin tjänst på Sankt Georgsdagen.
Hans hänsynslösa regering mötte allt starkare opposition, och under Boris sista år inleddes det inbördeskrig som kom att kallas "stora oredan". Vid sin död 1605 efterträddes han av sin son Fjodor II, som dock störtades en kort tid därefter.

## I kulturen
- Boris Godunovs liv skildrades av Aleksandr Pusjkin i ett skådespel Boris Godunov 1830.
- På basis av detta skrev Modest Musorgskij operan Boris Godunov 1873.